# Bendik Singers
El grupo Bendik Singers fue un cuarteto de voces noruego, que con un tema del compositor Arne Bendiksen participaron en el Festival de la Canción de Eurovisión 1973.
El grupo estaba formado por Anne-Karine Strøm, Ellen Nikolaysen y los hermanos Bjørn y Benny Kruse. Su interpretación de la canción de Bendiksen "Å for et spill" en el Melodi Grand Prix celebrado en Oslo el 17 de febrero de 1973, fue elegida como la representante de Noruega en el Festival de la Canción de Eurovisión 1973, que se celebró en Luxemburgo el 7 de abril. Antes del Festival la canción fue traducida al inglés, con palabras y frases en otros idiomas europeos, y rebautizada como "It's Just A Game". La canción finalizó en séptima posición de un total de 17 países, quedando entre las 10 primeras cosa que Noruega no conseguía desde 1966.
En 1974, Anne-Karine Strøm ganó el Melodi Grand Prix como solista con la canción "The First Day of Love", los coros los hicieron Anne Lise Gjøstøl  y los hermanos Kruses. Ellen Nikolaysen representó a Noruega en 1975 en el Festival de Eurovisión, y Strøm volvió en 1976. 